# Замок Мірамаре
Замок Мірамаре (італ. Castello di Miramare; ісп. Castillo de Miramar; нім. Schloss Miramar; словен. Grad Miramar) — замок XIX століття, розташований безпосередньо на березі Трієстської затоки між Барколою та Гріньяно в Трієсті, на північному сході Італії. Він був побудований у 1856-1860 роках для австрійського ерцгерцога Фердинанда Максиміліана та його дружини Шарлотти Бельгійської, пізніше імператора Максиміліана I та імператриці Шарлотти Мексиканської, за проектом Карла Юнкера.
Територія замку включає великий парк на скелях і березі моря площею 22 гектари (54 акри), спроектований ерцгерцогом. Територія була повністю перепланована, щоб показати численні тропічні види дерев і рослин.